# Yvamara Rodríguez
Yvamara Xagely Rodríguez Mendoza (nacida el 21 de junio de 1992) es una futbolista canadiense de ascendencia panameña que juega como mediocampista del Altitude FC en la League1 British Columbia.

## Trayectoria

### Inicios
Rodríguez nació en Montreal, Quebec de padres panameños.

### Carrera Universitaria
En 2010, comenzó a asistir a la Universidad Politécnica de Kwantlen, jugando para el equipo de fútbol femenino. En 2011, fue nombrada All-Star del Segundo Equipo de la liga.
En 2013, jugó para el Clan Simon Fraser de la Universidad Simon Fraser.

### Carrera Profesional
Jugó fútbol con el  Surrey United SC. En 2017, marcó el único gol en la victoria por 1-0 para ganar la Copa Provincial. Formó parte del plantel que volvió a ganar la Copa Provincial en 2018.
En 2022, firmó con Rivers FC en League1 British Columbia y el club la nombró mejor jugadora defensiva del año.
En febrero de 2023, se incorporó Altitude FC en League1 Columbia Británica.

## Selección nacional

### Categorías inferiores
En agosto de 2011, obtuvo su primera convocatoria a Panamá sub-20 para el torneo de clasificación para el Campeonato Femenino Sub-20 de CONCACAF 2012. En febrero de 2012 fue convocada para el Campeonato Femenino Sub-20 de CONCACAF 2012.

### Selección absoluta
En febrero de 2022, fue convocada por primera vez a la selección absoluta de Panamá, para el torneo clasificatorio al Campeonato W de CONCACAF 2022. Debutó el 20 de febrero contra Belice.

## Clubes
| Club                    | País   | Año         |
| ----------------------- | ------ | ----------- |
| Coquitlam Metro-Ford SC | Canadá | 2014 - 2016 |
| Surrey United SC        | Canadá | 2017 - 2021 |
| Rivers FC               | Canadá | 2022        |
| Altitude FC             | Canadá | 2023 - act. |